# Fabio Alisei
Fabio Alisei, pseudonimo di Fabio Borghini (Genova, 4 giugno 1975), è un disc jockey e conduttore radiofonico italiano.
Il termine "alisei" fa riferimento ai costanti venti della fascia tropicale, nel quale il personaggio riconobbe la somiglianza con il proprio carattere, bizzarro e insolito.

## Biografia
Diplomatosi al liceo classico, dal 1995 suona il pianoforte e dal 2002 frequenta un istituto musicale pareggiato operante sotto la vigilanza del Conservatorio di musica di Stato "Niccolò Paganini" di Genova. Terminato il liceo, parallelamente all'attività di musicista e compositore, ha lavorato con il teatro di Campopisano di Genova. Dal 1994 al 1999 ha lavorato come animatore e capo-animazione in villaggi turistici in Italia e all'estero, dove incontra Max Laudadio con il quale ha iniziato una collaborazione che continua ancora oggi. Nel 1999 ha iniziato a lavorare per la televisione, nel canale satellitare Match Music, con sede a Verona.
Per quasi un anno ha lavorato come autore del programma Bar Show, condotto da Max Laudadio. Poi, per tre anni, ha scritto e condotto insieme a Paolo Noise Neuromachine, un format di scherzi telefonici in diretta. A Match Music ha scritto e realizzato programmi e servizi di vario genere tra cui: Territorio sommerso, Svegliati, Neuromachine, Territorio italiano e altri. Nello stesso periodo ha lavorato come speaker e dj per JJ Radio Web, una radio online.
Nel 2002 ha scritto e interpretato gag e servizi per Rai 2, in un format pomeridiano intitolato My Compilation - Revolution. Durante questo periodo incontra Marco Mazzoli, suo compagno di avventura sia in radio, dal 2003 con Lo Zoo di 105 insieme a Leone Di Lernia, che come inviato di Striscia la notizia nel 2005.
Nel giugno del 2008 pubblica il suo primo libro, Tutto a posto e niente in ordine. Nel gennaio 2011, insieme a Paolo Noise e Wender, lascia lo Zoo di 105 per passare a Deejay TV, dove dal 25 gennaio conduce la trasmissione Trin Trun Tran.
Dall'aprile 2011 è stato co-conduttore di 50 Songs e dal 2011 al 2014 di Asganaway su Radio Deejay con Albertino, Paolo Noise e Wender. Appassionato di cucina, inaugura il proprio blog personale, su Tumblr, dedicato all'arte culinaria intitolato Youforn. Dal 2012 conduce ancora insieme a Noise e Wender su Deejay TV il programma Fuori Frigo in cui commenta divertenti HomeVideo.
Nel dicembre 2012 sostituisce Debora Villa e Andrea Pucci nella conduzione de I guastanozze, precedentemente intitolato Questo pazzo pazzo matrimonio, in onda su Italia 1. Nel 2014 e 2015 ha condotto con Wender la trasmissione intitolata Sabato Sega su Radio Deejay.
Nel 2014 entra nel gruppo di autori del programma Made in Sud su Rai 2 e a inizio 2015 tra quelli del varietà di Italia 1 Colorado. 
Il 19 febbraio 2015 torna a far parte de Lo Zoo di 105.
Nel dicembre 2018 dà vita ad un canale YouTube intitolato Papà salvezza, nel quale realizza ricette di cucina semplici e alla portata di tutti.
Nel 2021 è tra gli autori del programma Honolulu, andato in onda su Italia 1 da settembre a novembre.
A partire dal 2025 ha partecipato a "Lo Zoo di 105, veniamo noi", un tour di spettacoli con tappe in tutta l'Italia.